# Sats (logik)
En sats eller en utsaga är inom logik och filosofi ett påstående  som kan vara sant eller falskt i en viss tolkning. Satsen kan formuleras språkligt, eller uttryckas formellt matematiskt inom satslogik och predikatlogik. 
Man skiljer vanligtvis mellan satsens språkliga form (det språkliga uttrycket, meningen, en. sentence, ty. Satz) och satsens tankeinnehåll (försanthållandet, en. proposition, ty. Urteil). En central fråga för filosofin är vad det egentligen innebär att en sats är "sann", och hur detta förhåller sig till de olika betydelserna av begreppet.

## Satser i predikatlogik
I predikatlogik är satser välbildade formler som inte innehåller några obundna variabler. En predikatlogisk sats uttrycker ett bestämt påstående som kan vara sant eller falskt beroende på hur den tolkas i den aktuella modellen. Formler får även innehålla obundna variabler. Satser kallas även slutna utsagor och uttrycker bestämda påståenden. Formler som inte är satser kallas även öppna utsagor.

## Exempel
```
F
1
: 
x
 är ett 
primtal

F
2
: 7 är ett primtal
F
3
: 5 + 7 = 12
F
4
: 5 + 
x
 = 12
F
5
: Alla primtal är 
udda
 

F
6
: (
x
 + 
y
)(
x
 - 
y
) = 
x
2
 - 
y
2
```

F1 – F6 ovan är exempel på utsagor som kan formaliseras i första ordningens predikatlogik. F2 och F3 är exempel på satser som båda är sanna (i "standardtolkningen" av de ingående termerna). Om F1 och F4 är sanna eller falska beror av vilket värde x tilldelas (de är öppna utsagor). Om till exempel x = 9 i F1, så är F1 falsk i standardtolkningen. F2 och F3 kallas instanser till F1 respektive F4. Även F5 är en sats. En predikatlogisk formalisering av den skulle innehålla en bunden variabel men inga obundna. F5 är falsk i standardtolkningen. F6 (även känd som "konjugatregeln") är ett exempel på en utsaga som inte är en sats utan en öppen utsaga. Visserligen kommer formeln få sanningsvärdet "sant" oavsett vilka värden x och y tilldelas (vi förutsätter att domänen är de reella talen), men F6 är trots det inte en sats eftersom den innehåller två obundna variabler.